# 来宮神社 (伊豆市八幡)
来宮神社（きのみやじんじゃ）は、静岡県伊豆市八幡（はつま）にある神社。
他地域の来宮神社と区別するために、地名を冠して八幡来宮神社（はつま きのみやじんじゃ）とも呼ばれる。

## 概要
南北朝時代の貞和年間（1345年～1349年）に荒廃していた社殿が再建されたとされ、大見16村（旧中伊豆町地区の大部分）の総鎮守となってきた。
「八幡」の地名を持つ所にキノミヤ信仰としての「来宮神社」が持ち込まれたという構図は、近隣の伊東市八幡野（やわたの）にある八幡宮来宮神社と類似している。
また『神名帳考証土代』などにおいて、式内社の「杉桙別命神社」の論社として、河津町の川津来宮神社（杉桙別命神社）と共に名が挙げられている。（北西の近隣地区（上白岩地区）にも、別の式内社「大朝神社」の論社である大宮神社がある。）
道路と田んぼの狭間に鳥居と参道が形成され、その先の境内の入り口の両側には、市の天然記念物である大杉がそびえているという独特の景観を持っている。

## 祭神
- 五十猛命

## 文化財
- 山車（市指定文化財[4]）
- 八幡来宮神社の鳥居杉（市指定天然記念物[2]）

## 祭事
- 例大祭（10月19日頃）

## アクセス
- 東海バス（市自主運行委託[5]）: バス停「中里」「八幡」から北東へ徒歩3〜5分。